# Magny-Vernois
Magny-Vernois és un municipi francès situat al departament de l'Alt Saona i a la regió de Borgonya - Franc Comtat. L'any 2007 tenia 1.211 habitants.

## Demografia

### Població
El 2007 la població de fet de Magny-Vernois era de 1.211 persones. Hi havia 476 famílies, de les quals 104 eren unipersonals (52 homes vivint sols i 52 dones vivint soles), 170 parelles sense fills, 166 parelles amb fills i 36 famílies monoparentals amb fills.
La població ha evolucionat segons el següent gràfic:
Habitants censats

### Habitatges
El 2007 hi havia 506 habitatges, 480 eren l'habitatge principal de la família, 10 eren segones residències i 15 estaven desocupats. 483 eren cases i 22 eren apartaments. Dels 480 habitatges principals, 381 estaven ocupats pels seus propietaris, 91 estaven llogats i ocupats pels llogaters i 9 estaven cedits a títol gratuït; 4 tenien una cambra, 6 en tenien dues, 39 en tenien tres, 131 en tenien quatre i 300 en tenien cinc o més. 387 habitatges disposaven pel capbaix d'una plaça de pàrquing. A 214 habitatges hi havia un automòbil i a 232 n'hi havia dos o més.

### Piràmide de població
La piràmide de població per edats i sexe el 2009 era:
| Homes | Edats   | Dones |
| ----- | ------- | ----- |
| 0     | 95 o +  | 0     |
| 0     | 90 a 94 | 0     |
| 0     | 85 a 89 | 8     |
| 4     | 80 a 84 | 4     |
| 8     | 75 a 79 | 12    |
| 12    | 70 a 74 | 40    |
| 44    | 65 a 69 | 16    |
| 20    | 60 a 64 | 40    |
| 24    | 55 a 59 | 24    |
| 40    | 50 a 54 | 32    |
| 52    | 45 a 49 | 32    |
| 40    | 40 a 44 | 44    |
| 32    | 35 a 39 | 40    |
| 28    | 30 a 34 | 24    |
| 36    | 25 a 29 | 28    |
| 28    | 20 a 24 | 28    |
| 44    | 15 a 19 | 28    |
| 56    | 10 a 14 | 28    |
| 32    | 5 a 9   | 28    |
| 16    | 0 a 4   | 40    |

## Economia
El 2007 la població en edat de treballar era de 800 persones, 562 eren actives i 238 eren inactives. De les 562 persones actives 524 estaven ocupades (286 homes i 238 dones) i 38 estaven aturades (15 homes i 23 dones). De les 238 persones inactives 97 estaven jubilades, 66 estaven estudiant i 75 estaven classificades com a «altres inactius».

### Ingressos
El 2009 a Magny-Vernois hi havia 513 unitats fiscals que integraven 1.279 persones, la mediana anual d'ingressos fiscals per persona era de 18.636 €.

### Activitats econòmiques
Dels 23 establiments que hi havia el 2007, 1 era d'una empresa extractiva, 1 d'una empresa alimentària, 1 d'una empresa de fabricació d'elements pel transport, 3 d'empreses de fabricació d'altres productes industrials, 3 d'empreses de construcció, 5 d'empreses de comerç i reparació d'automòbils, 1 d'una empresa de transport, 1 d'una empresa d'hostatgeria i restauració, 2 d'empreses financeres, 3 d'empreses de serveis, 1 d'una entitat de l'administració pública i 1 d'una empresa classificada com a «altres activitats de serveis».
Dels 4 establiments de servei als particulars que hi havia el 2009, 1 era un paleta, 1 guixaire pintor, 1 agència de treball temporal i 1 restaurant.
L'únic establiment comercial que hi havia el 2009 era una fleca.
L'any 2000 a Magny-Vernois hi havia 5 explotacions agrícoles.

## Equipaments sanitaris i escolars
El 2009 hi havia una escola elemental.

## Poblacions més properes
El següent diagrama mostra les poblacions més properes.